# マデイラバト
マデイラバト Columba trocazは、マデイラ諸島の固有種のハトである。体の大部分は灰色であり、胸はピンク色、首は銀色である。羽に白い模様がないことで、近縁種であり恐らく祖先であるモリバトと区別される。弱く、低音で、6音の特徴的な鳴き声を出す。嵩高い体形や長い尾にも拘らず、素早く直線的に飛ぶ。マデイラバトは、照葉樹林で繁殖する珍しい鳥であり、小枝で作った壊れやすい巣に、白い卵を1つ産む。マデイラ諸島への入植以降、マデイラバトの数は急激に減り、ポルト・サント島では既に絶滅した。減少の主な要因は、森林の開拓による生息環境の破壊であるが、帰化したラットによる成体や卵の捕食も一因となっている。照葉樹林の保護や捕獲の禁止により数を増やすことができ、既に危急種ではなくなっている。

## 形質

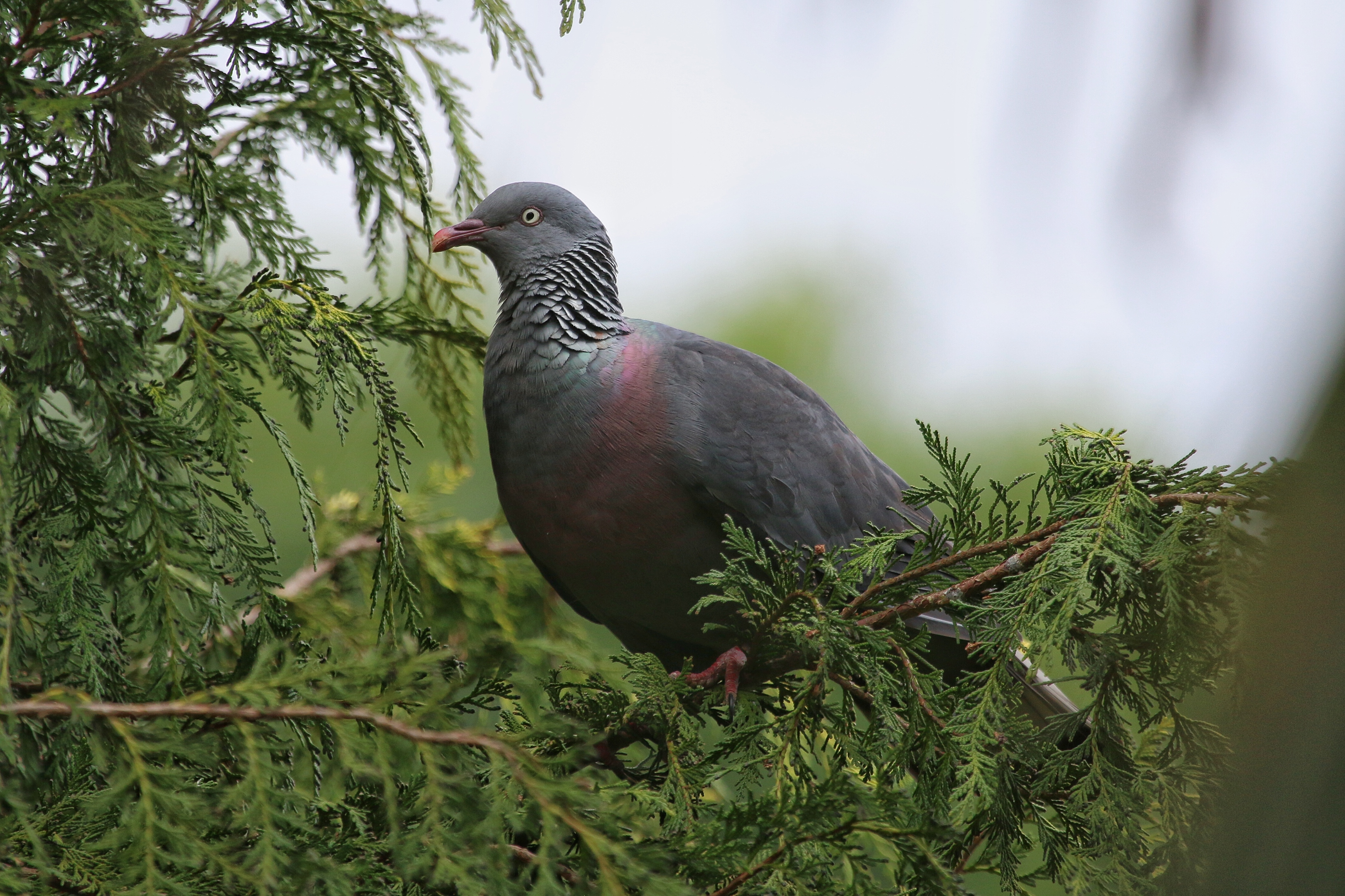
マデイラ島のMonte Palace Tropical Gardenで（2019年8月）

比較的無地の暗い灰色で、体長は40 - 45 cm、翼長は68 - 74 cmである。背側の上半分は光沢のある紫色で、頸部の背側に来ると緑色になり、頸部の側面は銀白色の模様がある。尾は黒色で、幅広の淡い灰色の帯模様がある。風切羽は黒色である。胸の上部はピンク色で、目は黄色である。嘴は先端が黄色く、基部は赤紫色である。脚は赤い。雌雄の外観は似ているが、若鳥は一般的に羽の色がより茶色であり、頸部の銀色の模様もないかあまり発達していない。羽の縁が淡いバフ色であるため、閉じた翼は、鱗のように見える。鳴き声はモリバトと比べて弱くて太く、通常は真ん中の2音節が長くアクセントが置かれ「ウーウー、フルーフルー、ホーホー」というる6音節の鳴き声になる。体は重く見え、尾も長いが、飛行の際は素早く直線的である。
モリバトには、厳密に定義がなされていないマデイラ諸島の亜種 Columba palumbus maderensis がいた。これはマデイラバトよりも色が薄く、羽の模様は白く、後頸の緑色の構造色はより大きいが、1924年以前に絶滅した。カナリーバト Columba bollii は、外見がよりマデイラバトに近いが、頸部に白色の模様はなく、胸のピンク色はより強い。しかし、この種はカナリア諸島の固有種であり、生息域は重なっていない。マデイラ諸島に存在するカワラバト属の他の唯一の現存種はドバト（カワラバト）であり、これはより痩せた体形で、より尖った翼と短い尾を持つ。翼の模様はしばしば黒く、より軽い飛行をする。

## 分類

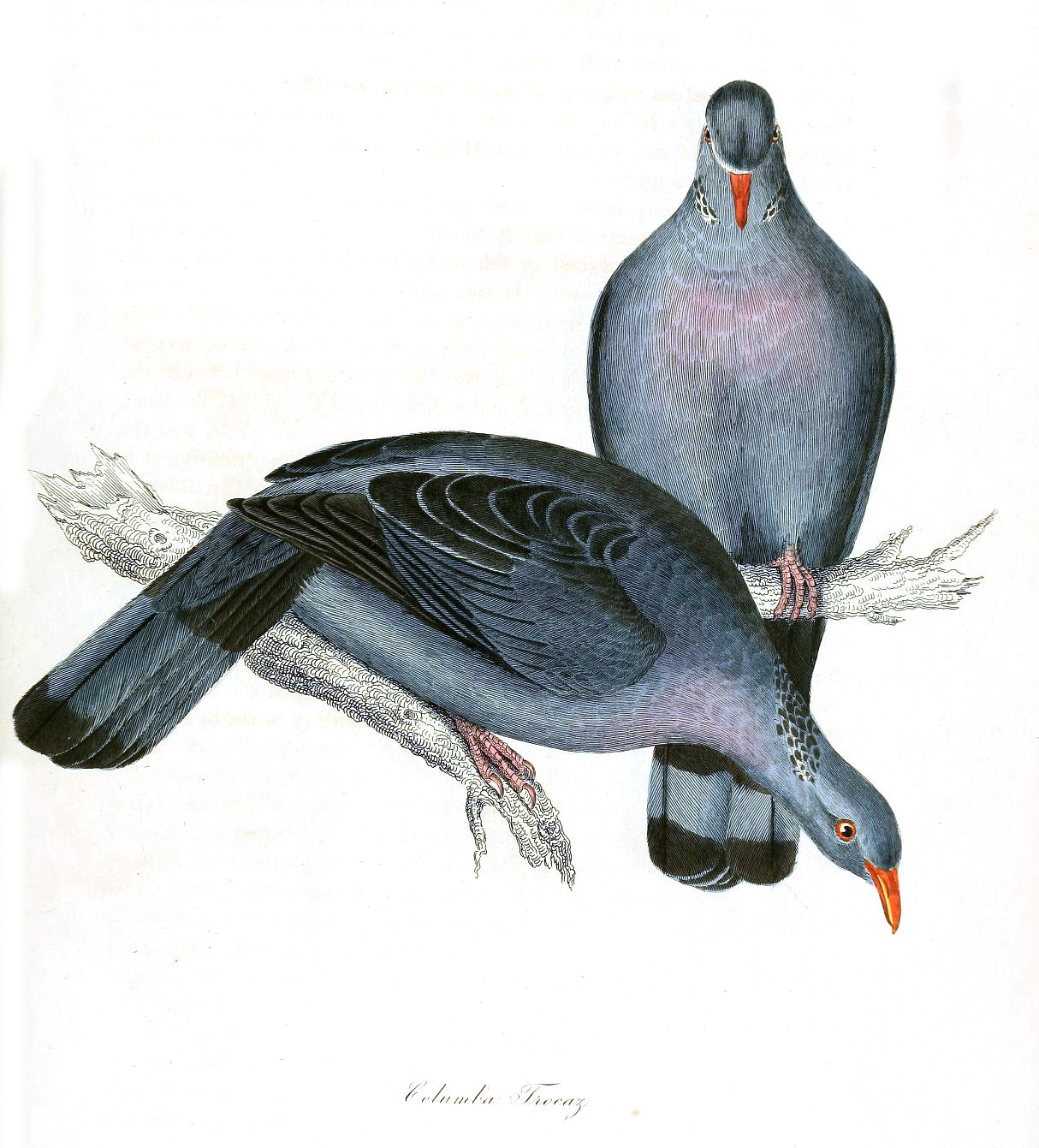
1827年に Mr Carruthers が採取した個体に基づくイラスト

カワラバト属 Columba はハト科の中で最も大きな分類群で、分布も最も広い。色は全体的に淡い灰色もしくは茶色で、しばしば頭や頸部に白い模様を持ち、頸部や胸には構造色の緑色または紫色の模様を持つ。頸部の毛は、溝を形成するように固まって並んでいる。カワラバト属の中の1つの属内分類群には、ユーラシアに広く分布するモリバト Columba palumbus や、カナリーバト Columba bollii、本種マデイラバト、アフリカのハラジロバト Columba unicincta等が含まれる。マカロネシアの2つの固有種であるカナリーバトとマデイラバトは、モリバトから離島で進化したものと考えられている。
カナリア諸島、アゾレス諸島、マデイラ諸島等の大西洋の諸島は火山に由来するもので、これまで大陸の一部だったことはない。マデイラ諸島の形成は中新世に始まり、約70万年前に完成した。過去の様々な時点において、これらの諸島の主要な島は全てモリバトの祖先が生息しており、大陸から隔離された各々の島で独自の進化をしたと考えられる。ミトコンドリアDNA及び核DNAによる系統解析から、カナリーバトの祖先は約500万年前にカナリア諸島にやってきたが、もう一つのカナリア諸島固有種であるゲッケイジュバト Columba junoniae の祖先系統は、約2000万年前に遡ることが分かっている。マデイラ諸島にもっとも最近やってきたモリバトが、亜種 Columba palumbus maderensis の起源となった。
マデイラバトは、当時マデイラ諸島に在住していたドイツ人の医師で鳥類学者のカール・ハイネケンにより、1829年に一度記載された。彼はそれを、彼自身"Palumbus"と呼んでいた、地元で既に絶滅した亜種とは異なるものと認識し、この2種は交雑したり、習慣的に一緒にいることはなかったと記している。彼はこの新しい種を、地元の名前である"trocaz"と呼ぶことを提案した。"trocaz"という言葉はポルトガル語でモリバトを表し、この鳥の頸部の模様に色があることから、ラテン語で「襟」という意味の"torquis"という言葉に由来する。単型種であるが、過去にはカナリーバトがマデイラバトの亜種とされることもあった。

## 分布と生息

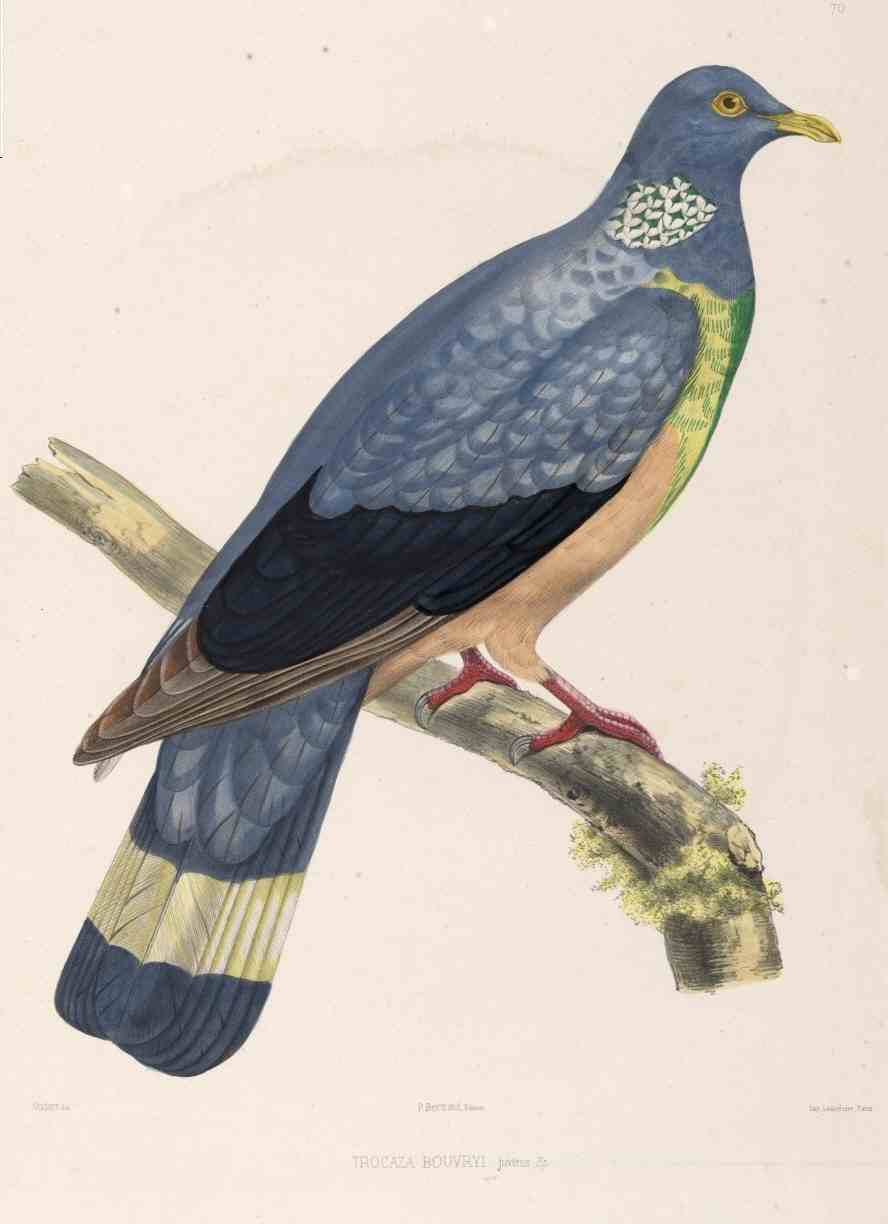
シャルル・リュシアン・ボナパルトは、1855年にマデイラバトをTrocaza bouvryiと記載した。

マデイラバトは、マデイラ諸島の主要な島の亜熱帯気候の山地に固有に生息するが、かつては近隣のポルト・サント島でも繁殖していた。主に山地の北側斜面に生息するが、照葉樹林が存在する南側斜面でも少数が生息している。
天然の生息域は、背の高い照葉樹林や年間を通して雲に覆われた密度の高いヒース林（低木林）である。この森林の構成要素は、Laurus novocanariensis や Ocotea foetens、Persea indica、Apollonias barbujana（いずれもクスノキ科）、ミリカ・ファヤ Myrica faya（ヤマモモ科）、Clethra arborea（リョウブ科）などの種である。マデイラバトは一次林を好むが、餌を取るのに二次林も利用する。また、特に果実が不足した時等には、農地を訪れることもある。本種の大部分は標高1000 m以下で見られ、主な生息地は、多くのヒース林に時折クスノキ科の枯れ木が混じる、人工水路に沿った急ででこぼこの斜面である。年間の異なる時期には、かなり離れた地域まで移動する。

## 行動

### 繁殖
生まれた年から繁殖することができ、営巣は主に2月から6月であるが、年中行われる。
誇示行動は、モリバトに似ており、オスは飛行中急速に上昇し、大きく羽ばたきし、その後、翼と尾を広げながら滑空する。止まり木に戻るまでに、この誇示行動は2 - 3度繰り返される。地上では、オスは首を膨らませて傾け、遊色の模様を見せる。その間、尾を上げて扇ぎ、また閉じる。この行動には通常鳴き声が伴う。巣はハトに典型的な構造で、小枝や草で木の高い位置に平たい巣を作る。そこに1個、稀に2個の滑らかで白色の卵を産むが、ヒナが2羽いる巣はこれまで見つかっていない。卵は3.0 - 5.0 cmの大きさで、19-20日間で孵化する。ヒナは28日間で飛べるようになり、8週間で巣立つ。

### 食餌
専ら草食であり、食物の約60%は果実、残りのほとんどは葉で、1%が花である。特に、Ocotea foetens や Laurus azorica、Persea indica の果実、Ilex canariensis（モチノキ科）の果実や葉等が多く食べられる。Laurus azorica を除き、種子の大部分は消化管を無傷で通過する。秋や冬には果実が主に食べられ、果実が不足する春から夏には葉が食べられる。ある研究では、食べられた葉の27%が在来種の木、61%が草や低木、10%近くがリンゴやモモ等の外来種の木であった。農地では、キャベツが最も良く食べられている。農地の糞には在来種がほとんど含まれておらず、森林の糞は作物を含んでいないため、個体によって食性の傾向がかなり異なることが分かる。耕作地での食餌は、果実が最も手に入りやすい冬に最も多いため、森林を離れる要因は食料不足ではなく、多くは単に移動で近くを通りかかることによるものと考えられる。しかし、Ocotea foetens や Laurus azorica の果実が少なくなると、キャベツやサクラの花、ブドウの芽を食べるために多くが森林を離れた。島の一部では、食べ物を巡るラットとの争いが激しくなりうる。

## 保全状況
かつては、マデイラ諸島の主要な島とポルト・サント島で繁殖していた。島に人が入植する前には非常に豊富にいたが、ポルト・サント島では既に局所絶滅し、また1986年までには、その数は2700羽ほどに減っている。この年、狩猟が禁止され、現在は、160 km2ほどの生息適地に7500羽から1万羽が生息している。
森林から家畜を排除することで、森林を再生し、より適した生息地を作る出すことができる。作物を荒らす被害があるために密猟や毒殺が続いており、政府は2004年に選抜除去を認めた。個体数の増加速度を制限する最も大きな要因は、帰化したクマネズミによる卵やヒナの捕食かもしれない。
マデイラ自然公園は、マデイラバトの保護計画を持っており、教育キャンペーンや鳥威しにより、迫害を減らせることが期待されている。個体数の増加により、国際自然保護連合のレッドリストでは、1988年から低危険種に分類されている。この鳥は、欧州連合のBirds Directiveで、生息地の照葉樹林はHabitats Directiveで保護されている。

## 引用文献
- Gibbs, David; Barnes, Eustace; Cox, John (2000). Pigeons and Doves: A Guide to the Pigeons and Doves of the World. Robertsbridge, Sussex: Pica Press. ISBN 978-1-873403-60-0
- Mullarney, Killian; Svensson, Lars; Zetterstrom, Dan; Grant, Peter (1999). Collins Bird Guide. London: Collins. ISBN 978-0-00-219728-1
- Snow, David (1998). Perrins, Christopher M. ed. The Birds of the Western Palearctic concise edition (2 volumes). Oxford: Oxford University Press. ISBN 978-0-19-854099-1